# Sörtjärnen (Tärna socken, Lappland)
Sörtjärnen är en sjö i Storumans kommun i Lappland och ingår i Umeälvens huvudavrinningsområde.